# Aleksander Raciborski
Aleksander Raciborski (ur. 27 lutego 1845 w Czernelicy – zm. 28 grudnia 1920 we Lwowie) – filozof, ziemianin, działacz gospodarczy i społeczny, poseł na galicyjski Sejm Krajowy

## Życiorys
Uczył się w gimnazjum w Stanisławowie, skąd w 1862 na skutek konfliktów polsko-niemieckich między uczniami i działalności konspiracyjnej został wydalony ze szkoły w gronie kilku Polaków (wśród nich był m.in. Gwido Battaglia). Ukończył naukę w gimnazjum i studia na uniwersytecie we Lwowie.
Ziemianin, gospodarował w rodzinnej Czernelicy, następnie w nabytym w 1876 Czerteżu, w pow. żydaczowskim. W tym okresie zasiadał w radach powiatowych w Horodence (1873), a potem w Żydaczowie  (1877-81). Poseł do galicyjskiego Sejmu Krajowego IV kadencji (8 sierpnia 1877 – 21 października 1882), wybrany w wyborach uzupełniających z kurii I (większych posiadłości) w obwodzie wyborczym nr 13 (Stryj), w miejsce zmarłego Maurycego Dzieduszyckiego. W Sejmie był członkiem i sekretarzem komisji kultury krajowej.
W 1882 uzyskał doktorat z filozofii na podstawie rozprawy Etyka Spinozy krytycznie rozebrana i z tegoczesnym materializmem zestawiona, a następnie w 1884 habilitację – na podstawie pracy Podstawy teorii poznania w «Systemie logiki dedukcyjnej i indukcyjnej» J. S. Milla, na uniwersytecie lwowskim. Na podstawie tych prac zalicza się go do przedstawicieli idealnego realizmu. Po zatwierdzeniu w 1885 habilitacji jako docent prywatny prowadził zajęcia na uniwersytecie do 1889 z historii filozofii, estetyki i etyki. W 1886 odbył podróż do Paryża, gdzie prowadził badania nad hipnotyzmem w paryskim szpitalu La Salpetriere. Od 1891 profesor nadzwyczajny filozofii, prowadził wykłady z historii filozofii starożytnej i nowożytnej, etyki, psychologii, etyki, logiki. W latach 1894–1895 członek państwowej komisji egzaminacyjnej dla kandydatów na nauczycieli szkół gimnazjalnych i realnych. Był także przewodniczącym Towarzystwa Szermierzy we Lwowie. W 1895 na własną prośbę odszedł z uniwersytetu. Kontaktu z filozofią jednak nie utracił, będąc od 1904 współzałożycielem a następnie członkiem czynnym Polskiego Towarzystwa Filozoficznego we Lwowie.
Od 1895 gospodarował w majątku ziemskim w Spasowie w pow. sokalskim. W tym czasie pełnił wiele funkcji publicznych, był m.in.członkiem Rady Powiatu w Sokalu. Uczestniczył także w pracach Krakowskiego Tow. Wzajemnych Ubezpieczeń, Galicyjskiego Towarzystwa Kredytowego. Był członkiem i działaczem Galicyjskiego Towarzystwa Gospodarskiego, do 1875 był członkiem czynnym oddziału horodeslko-śniatyńsko-kosowsko-kołomyjskim zaś od 1897 w oddziale kałuskim a następnie w bełsko-sokalskim. Następnie członek  Komitetu GTG (28 czerwca 1913 – 20 czerwca 1914), jego wiceprezes (15 czerwca 1911 – 13 czerwca 1912).
Poseł do galicyjskiego Sejmu Krajowego IX kadencji (15 września 1909 – 2 kwietnia 1913), wybrany w wyborach uzupełniających po śmierci Kazimierza Badeniego w kurii I w okręgu wyborczym nr 4 (Złoczów). W Sejmie był członkiem komisji drogowej i zastępcą członka  komisji reformy wyborczej.
Pod koniec życia mieszkał znowu we Lwowie, gdzie zmarł. Pochowany w grobowcu rodzinnym na cmentarzu w Spasowie.

### Prace
- Nauka filozofii oraz rozkład systematyczny jej gałęzi pojedynczych, Warszawa 1885
- Podstawy teorii poznania w «Systemie logiki dedukcyjnej i indukcyjnej» J. S. Milla, Lwów 1886
- Hipnotyzm..., Lwów 1887,
- Historia i psychologia szermierki, Lwów 1894
- Podręcznik do historii filozofii, Lwów 1901
- Kilka uwag o parcelacji, Lwów 1919

## Rodzina i życie prywatne
Urodził się w rodzinie ziemiańskiej, był synem Napoleona Jana i Teresy Cecylii z Czyżów (siostra matki Agenora Gołuchowskiego). Ożenił się dwukrotnie: 1) w 1877 z Emilią z Kalinowskich (1858--1890), z tego związku nie miał dzieci, 2) w 1892 z Anielą z Szymanowskim (1860-1937), z którą miał dzieci: ppor. ułanów austriackich i ziemianina Franciszka (1893-1945), Marię (1894-1971), żonę Tadeusza Romanowskiego, Zofię (ur. 1896) żonę Aleksandra Bączkowskiego, Teklę (1898-1918) i Symeona (1900-1919).